# Хозін Володимир В'ячеславович
Володимир В'ячеславович Хозін (рос. Владимир Вячеславович Хозин, нар. 3 липня 1989, Ростов-на-Дону) — російський футболіст, захисник казахстанського клубу «Шахтар» (Караганда).
Виступав, зокрема, за клуби «Торпедо» (Москва), «Аланія» та «Урал», а також другу збірну Росії.

## Клубна кар'єра
Народився 3 липня 1989 року в місті Ростов-на-Дону. Вихованець клубу «Ростов». Єдиний матч за першу команду провів в російській Прем'єр-лізі 11 листопада 2007 рок, вийшовши на заміну на 85-й хвилині в домашньому матчі заключного туру чемпіонату проти «Амкара» (2:0).
У 2008—2009 роках грав за молодіжну команду «Москви», а в сезоні 2010 року виступав за «молодіжку» «Крила Рад», але зіграв за самарців і у двох поєдинках Прем'єр-ліги: 27 березня в 3-му турі з «Томмю» (2:3) і 25 липня в 14-му турі проти московського «Спартака» (0:0).

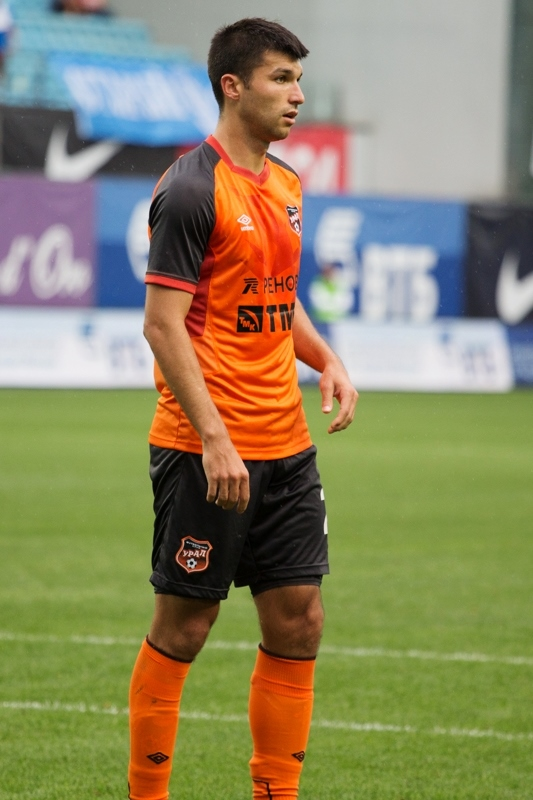
Володимир Хозін під час виступів за «Урал». 2015 рік.

У сезоні 2011/12 захисник грав у ФНЛ за «Торпедо» (Москва), після чого у червні 2012 року перейшов до складу владикавказької «Аланії», яка за підсумками сезону 2012/13 вилетіла з Прем'єр-ліги. Хозін після вильоту залишився в команді і у осінній частині сезону-2013/14 у ФНЛ провів 15 ігор і забив 3 м'ячі.
9 січня 2014 року підписав контракт з єкатеринбурзьким «Уралом», де відразу став основним гравцем. У листопаді 2014 року був визнаний уболівальниками «найкращим гравцем місяця». Втім у лютому 2016 року в товариському матчі Хозін отримав травму, через яку в нозі розвинулася інфекція стафілококу, що була не відразу розпізнана. В результаті хвороби Хозін майже два роки практично не грав.
У 2018 році перейшов на правах оренди до клубу «Арарат-Вірменія», у складі якого виграв чемпіонат Вірменії 2018/19.
Сезон 2019/20 Хозін провів у «Нижньому Новгороді», що грав у ФНЛ, після чого перейшов до іншої команди цього дивізіону «Чайка» (Піщанокопське), з якої у липні 2021 року слідом за тренером Магомедом Адієвим приєднався до казахстанського «Шахтаря» (Караганда).

## Виступи за збірні
2008 року провів один матч у складі юнацької збірної Росії (U-19).
9 вересня 2012 року зіграв один матч у складі другої збірної Росії проти олімпійської збірної Туреччини (4:1), вийшовши на заміну на 69 хвилині замість Віктора Васіна.

## Титули і досягнення
- Чемпіон Вірменії (1):

«Арарат-Вірменія»: 2018/19